# Amerikai Virgin-szigetek
Az Amerikai Virgin-szigetek egy szigetcsoport a Karib-tengeren, az Egyesült Államok külbirtoka, fővárosa Charlotte Amalie. Földrajzilag a Virgin-szigetek része, a szigetcsoport a Szélcsendes-szigetekhez és a Kis-Antillákhoz tartozik.
Az Amerikai Virgin-szigetek négy fő és sok kisebb szigetből áll. A nagyobb szigetek: St. Thomas, St. John, St. Croix és a Water Island. A szigetek teljes szárazföldi területe 346,36 km². A 2010-es népszámláláskor 106 405 lakosa volt.
Dániában (a szigeteket korábban gyarmatosító országban) a területet gyakran nevezik az Egykori Dán Nyugat-indiai-szigeteknek (De tidligere Dansk Vestindiske Øer) is.

## Történet
A Virgin-szigetek őslakosai karibi törzsek és aravakok voltak, a szigetekre az európaiak közül Kolumbusz jutott el elsőként 1493-ban, második útján, és ő nevezte el Szent Orsolyáról és az őt követő szűz nővérekről. A következő háromszáz évben a szigetek gyakran cseréltek gazdát különböző európai hatalmak közt, így például volt spanyolok, angolok, hollandok, dánok, franciák, sőt a Máltai lovagrend fennhatósága alatt is. A Dán Nyugat-indiai Társaság 1672-ben telepedett le St. Thomason és 1694-ben St. Johnon. St. Croix-t 1733-ban vásárolták meg Franciaországtól. 1754-ben váltak dán koronagyarmattá.
A 18. és 19. században a rabszolgák által megművelt cukornádültetvények jelentették a gazdaság alapját, erre az időre tehető az első felvirágzás kora. A rabszolgaságot 1848. július 3-án törölte el Peter von Scholten kormányzó. A gazdaság ezután hanyatlásnak indult, a dán államkincstár többször is kénytelen volt jelentős összegekkel támogatni a szigeteket. A 20. század elején már fölmerült a szigetek Egyesült Államoknak történő eladása, de az üzlet egy ideig nem jött létre, Dánia próbálta reformokkal segíteni távoli birtokait. Az I. világháború, és azon belül a tengeralattjáró-háború miatt az amerikaiak aggódni kezdtek, hogy a szigetek német kézre kerülhetnek, ezért újra terítékre került a tulajdonosváltás. Néhány hónapnyi tárgyalás után akkori áron 25 millió dolláros árban egyeztek ki a felek, a megállapodást nagy többséggel szavazta meg a dán parlament. A megállapodást 1917. január 17-én ratifikálták és március 31-én lépett hatályba, ekkor nevezték át a területet Amerikai Virgin-szigeteknek. 1927-ben a szigetek lakosai amerikai állampolgárságot kaptak.

## Népesség
- Népcsoportok: fekete 80%, fehér 20%.
- Vallások: baptista 42%, római katolikus 34%, episzkopális 17%, felekezeten kívül 7%.
- Írástudatlanság: 3%.

## Közigazgatás
A szigeteket két kerületre és azon belül 20 alkerületre osztják. Kerületek: St. Croix és St. Thomas-St. John. Alkerületek: Anna’s Hope Village, Central, Charlotte Amalie, Christiansted, Coral Bay, Cruz Bay, East End (St. Croix), East End (St. John), East End (St. Thomas), Frederiksted, Northcentral, Northside, Northwest, Sion Farm, Southcentral, Southside, Southwest, Tutu, Water Island és West End.

## Földrajz
Az Amerikai Virgin-szigetek a Karib-tengerben, az Atlanti-óceán melléktengerében fekszenek, mintegy 50 km-re keletre Puerto Ricótól. Négy nagyobb és több tucat kisebb szigetből áll, a szárazföldek összterülete egy nagyobb magyar város, (például Kecskemét) területének felel meg.
Legismertebb adottsága a turistákat vonzó természetes, fehér homokos tengerpartok, például a Magens- vagy a Trunk-öböl. Stratégiai fontosságúak kikötői, mint Charlotte Amalie és Christiansted. A szigetek többsége vulkáni eredetű, sziklás, hegyes. Legmagasabb pontja a 474 m magas Crown Mountain a St. Thomas-szigeten. A legnagyobb területű St. Croix a többi szigettől délebbre fekszik és laposabb domborzatú. St. John szigetének nagy részét és több kisebb sziget teljes területét az amerikai szövetségi kormány hivatala, a Nemzeti Parkok Szolgálata birtokolja és felügyeli.
Mivel a szigetek az észak-amerikai és a karibi kőzetlemez találkozásánál fekszenek, jelentős a föld- és tengerrengések (cunamik) kockázata és szintén gyakoriak a trópusi viharok és hurrikánok.

## Politika
A Virgin-szigetek az Egyesült Államok külbirtoka.
Nincs lakosai vagy választott képviselői által megszavazott alkotmánya, alaptörvényét az amerikai Kongresszus állapította meg 1954-ben. Az illető alaptörvény azonban korlátozott belső autonómiát ad a területnek. 2007-ben a területi parlament megkezdte egy területi alkotmány kidolgozását, azonban a folyamat kudarcba fulladt, így továbbra is az 1954-es törvény határozza meg a terület alkotmányos státuszát.
A külügyeket és a védelmi ügyeket kizárólagosan a USA intézi, a többi kérdésben az Amerikai Virgin-szigetek kormányzója és a helyi demokratikusan választott parlament dönt, az amerikai jogszabályok által meghatározott kereteken belül, az amerikai Belügyminisztérium felügyelete alatt. 1969 előtt a terület kormányzóját – a végrehajtó hatalom fejét – az amerikai kormány nevezte ki, azóta a terület lakossága választja meg.
Az Amerikai Virgin-szigetek lakosai 1927 óta külön jogszabály alapján amerikai állampolgárok. Az Amerikai Virgin-szigeteken való születés amerikai állampolgárságot eredményez.
Az Amerikai Virgin-szigetek 4 évente választ 1 képviselőt az amerikai Kongresszusba, aki azonban szavazati jog nélkül vesz részt a Kongresszus munkájában. Emiatt a terület lakosai mentesülnek az amerikai szövetségi adóktól.
A helyi politikai pártok, hasonlóan a kontinenshez demokraták és republikánusok, továbbá jelentősek a függetlenségi mozgalmak is. A szigeteket választott kormányzó vezeti, és egy képviselőt választhatnak az amerikai szövetségi kongresszusba is. A helyi ügyekben 15 szenátor, az egykamarás törvényhozás dönt.
A szigetek státuszának rendezése (Puerto Ricóhoz hasonlóan) többször napirendre került, de a referendumok eddig sosem vonzottak elég szavazót bármilyen érvényes döntés életbe lépéséhez. Hosszú távon valószínűleg teljes jogú amerikai állam lesz, de a közeljövőben marad a jelenlegi függő státusz.

## Gazdaság
A bevételek fő forrása a turizmus, évente mintegy 2 millió látogató fordul meg a szigeteken, nagy részük kirándulóhajókon érkezik és csak 1 vagy 2 napot tölt itt. Az ipari szektorban olajfinomítók, elektronikai és textilüzemek, rumlepárlók, gyógyszergyárak és óra manufaktúrák találhatóak. A mezőgazdaság elhanyagolható, az élelmiszer nagyrészt import. Növekvő szerepe van a pénzügyi és üzleti szolgáltatásoknak. A világ egyik legnagyobb olajfinomítója, a Hovensa St. Croix szigetén található. A szigetek területén timföldgyár, húskonzerv- és rumkészítő üzem működik.
A szigeteken gyakoriak a trópusi viharok és hurrikánok. A közelmúltban az 1989-es Hugo és az 1995-ös Marilyn hurrikán okozott jelentős károkat, de szinte minden évben eléri a szigeteket egy-egy kárt okozó vihar. Az utolsó nagy hurrikán 2017-ben Maria hurrikán volt, mely a sziget nyugati felében okozott súlyos károkat.

## Sport
Az Amerikai Virgin-szigetek Olimpiai Bizottsága 1967-ben alakult meg, a NOB még ebben az évben felvette tagjai közé. A bizottság jelenlegi elnöke Hans Lawaetz. Eddig egyetlen érmet szereztek a játékok során. Az 1988-as szöuli olimpián Peter Holmberg ezüstérmes lett a Finn dingi vitorlázásban.
- Bővebben: Amerikai Virgin-szigetek az olimpiai játékokon.

Az Amerikai Virgin-szigeteki labdarúgó-válogatott az alapítása óta csak kevés csapat ellen tudott győzni, a világ egyik leggyengébb labdarúgó-válogatottjaként tartják számon.
- Bővebben: Amerikai Virgin-szigeteki labdarúgó-válogatott.

## Kultúra

### Gasztronómia
A Fish & Fungi a szigetek nem hivatalos nemzeti étele, eredete a régi dán uralom idejéig nyúlik vissza. Fő hozzávalói a sózott hering és a kukoricaliszt. A fungi kukoricalisztből és vízből készült polenta-szerű gombóc, amit halfiléhez és húsokhoz tálalnak.
Köretként vagy pedig egyszerű nassolni valónak szolgál a Johnny Cake nevű, nyugat-indiai eredetű étel, amely küllemre a burgonyalángoshoz hasonlít.
Közkedvelt fogás még a szarvasmarha sarkából készülő leves, amely afrikai eredetű. Rendszerint krumplival, okrával és sárgarépával készül, s sokféle fűszert (így gyógynövényeket adnak hozzá), s lisztből készült gombócokat tesznek még bele.
A szigetek jellemző levesfajtája a callaloo nyugat-afrikai eredetű, de gyakran pörköltként is készül. Alapja a baromfihús, különböző zöldséglevelekkel ellátva (spenót vagy táró). Fűszerként okra, feketebors és kakukkfű kerülhet bele, párosíthatják még egyéb húsokkal, gombóccal, főtt útifűvel és sózott hallal.
A sziget lakossága nagy kagylófogyasztó. Különösen kedvelt és gyakori fogás az asztalokon a rántott kagyló. Szintén széles körben elterjedt a pástétomfogyasztás, amelynek alapanyagai lehetnek különböző húsok, halak, kagylók, rákok, zöldségek és fűszerek.
A burritóra emlékeztető töltött tésztaféle a poti, amelynek tölteléke curry-vel ízesített hús, csicseriborsó és más zöldségek.
Elmaradhatatlan hozzávalók a tengergyümölcsei. Az édességek alapanyagait a helyi trópusi gyümölcsök szolgáltatják. A legnépszerűbb a guavából, tápiókából és egyéb növényekből készülő krémes, parfészerű Red Grout.

## Érdekességek
A szigetek az egyetlen olyan, Egyesült Államokhoz tartozó terület, ahol a bal oldali közlekedés van érvényben. Azonban ehhez jobb oldali vezetésre tervezett, balkormányos járműveket használnak.
A tengerpartokhoz való hozzáférést természetes polgárjognak tekintik, mindazonáltal ez nem mindenütt vonatkozik az odavezető utakra és egyéb területekre.
A szigetek az Atlanti időzónában vannak és nem alkalmazzák a nyári időszámítást, így nyáron, amikor a keleti parti időzónában a nyári időszámítás van érvényben, akkor a szigeteken ugyanannyi az idő, mint például New Yorkban vagy Miamiben, de télen egy órával a keleti part előtt járnak.